# Copa flavoplumosa
Copa flavoplumosa är en spindelart som beskrevs av Simon 1886. Copa flavoplumosa ingår i släktet Copa och familjen flinkspindlar. Inga underarter finns listade i Catalogue of Life.